# Szászfenes község
Szászfenes község (románul: Comuna Florești) község Kolozs megyében, Romániában. Központja Szászfenes, beosztott falvai Kolozstótfalu, Magyarlóna. 2008 óta Kolozsvár metropolisztérség része.

## Fekvése
Kolozsvártól 5 kilométerre nyugatra, a DN1 főút mentén a Szamosmenti-hátság és a Gyalui-havasok között helyezkedik el. Szomszédos községek nyugaton Kisbács, délen Tordaszentlászló és Gyalu.

## Népessége
1850-től a népesség alábbiak szerint alakult:
| Lakosok száma | 3551 | 3387 | 4240 | 5280 | 6086 | 6865 | 6088 | 7504 | 22 813 | 52 735 |
|               | 1850 | 1880 | 1900 | 1930 | 1941 | 1977 | 1992 | 2002 | 2011   | 2021   |

A 2011-es népszámlálás adatai alapján a község népessége 22 813 fő volt, melynek 75,19%-a román, 14,36%-a magyar, 4,89%-a roma, 0,11%-a német, 0,08%-a olasz, 0,04%-a török, 0,04%-a ukrán, 0,02%-a zsidó, 0,01%-a görög. Vallási hovatartozás szempontjából a lakosság 68,43%-a ortodox, 9,87%-a református, 4,19%-a római katolikus, 3,41%a pünkösdista, 3,37%-a görög rítusú római katolikus, 2,35%-a baptista, 0,47%-a Jehova tanúja, 0,42%a unitárius, 0,21%-a hetednapi adventista, 0,18%-a muszlim.

## Nevezetességei
- a kolozstótfalui Szent Mihály és Gábriel arkangyalok fatemplom (CJ-II-m-B-07778)
- a magyarlónai református templom (CJ-II-m-B-07694)
- a szászfenesi Leányvár (CJ-I-s-A-07051)
- a szászfenesi Mindenszentek-templom (CJ-II-m-B-07616)

## Híres emberek
- Magyarlónán született Kiss Manyi (1911–1971) Kossuth- és Jászai Mari-díjas színművésznő.
- Szászfenesen születtek Jékey Aladár (1846–1919) költő, műfordító és Turós László (1934–1987) grafikus és festő.